# Marienkirche (Frankfurt-Seckbach)

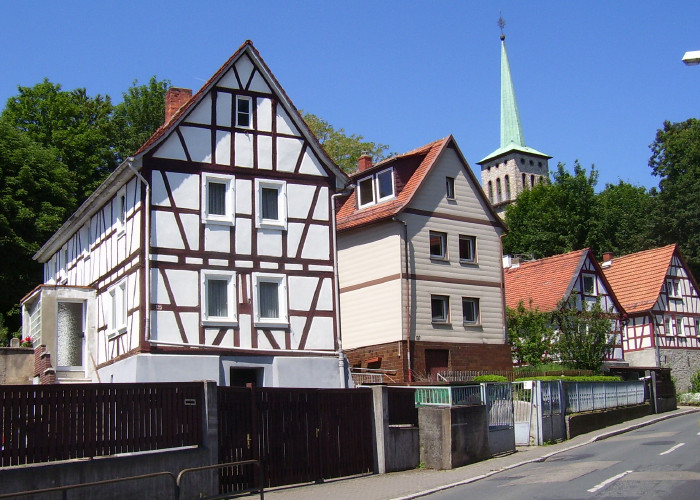
Der Turm der evangelischen Marienkirche in Frankfurt am Main-Seckbach

Die Marienkirche ist eine evangelische Kirche in Frankfurt am Main-Seckbach. Sie steht oberhalb der Hauptdurchgangsstraße auf dem Kirchhof mit historischem Friedhof und wird von dem 1709 erbauten ehemaligen Seckbacher Schulhaus in der Wilhelmshöher Straße 135, der Zentgrafenstraße, der Ellerstraße, der Straße An der Marienkirche und dem auch durch den Huthpark führenden Propst-Goebels-Weg begrenzt.
Das Gebiet der Gemeinde erstreckt sich in Ost-West-Richtung von der Vilbeler Landstraße bis Bornheim, grenzt im Süden an die Borsigallee und reicht im Norden bis zum Alten Zollhaus an der Friedberger Landstraße.

## Geschichte
Die im Stil des Barock errichtete lutherische Marienkirche wurde am 7. September 1710 in der damaligen Landgemeinde Seckbach eingeweiht, das damals zur Grafschaft Hanau gehörte. Seit der Eingemeindung am 1. Juli 1900 gehört der Ort zur Stadt Frankfurt am Main. Der Name des Gotteshauses bezieht sich auf das Fest Mariä Geburt, das einen Tag nach der Einweihung begangen wurde.
Im Lauf der Geschichte des Ortes war Seckbach mal lutherisch, mal reformiert, je nach Überzeugung der jeweiligen Landesherren. Im Zuge der Reformation wurde Seckbach, obwohl es zur Grafschaft Hanau gehörte, unter Frankfurter Einfluss lutherisch. Als Philipp Ludwig II. von Hanau 1595 in seiner Grafschaft das reformierte Bekenntnis im Sinne Zwinglis einführte, blieben die Seckbacher in ihrer Mehrheit dem lutherischen Bekenntnis verbunden.
1642 starb Graf Johann Ernst von Hanau-Münzenberg. Mit ihm erlosch die Linie Hanau-Münzenberg, die sich zum reformierten Glauben bekannte. Einem Erbvertrag aus dem Jahr 1610 zufolge fiel dem lutherisch orientierten Grafen Friedrich Casimir aus der Linie Hanau-Lichtenberg nun auch die Grafschaft Hanau-Münzenberg zu. In den folgenden Jahrzehnten führte dies dazu, dass neben der reformierten Landeskirche in der ehemaligen Grafschaft Hanau-Münzenberg auch eine lutherische Landeskirche entstand. In fast allen Orten der Grafschaft wurden neben den reformierten auch lutherische Gemeinden begründet.
Die Marienkirche folgte der 1178 erstmals in einer Mainzer Urkunde erwähnten Bergkirche St. Elisabeth, die im nicht mehr bestehenden Ort Kirchberg zwischen Seckbach und Bergen gestanden hatte. Wie durch archäologische Grabungen festgestellt werden konnte, war dies etwa auf der Höhe der heutigen Schulen des Deutschen Buchhandels südlich der Wilhelmshöher Straße. In den Grundmauern der einstigen Bergkirche wurden weitere Grundmauern einer noch älteren kleineren Kirche gefunden. Zudem wurden beide Kirchen auf den Grundmauern eines römischen Heiligtums errichtet.

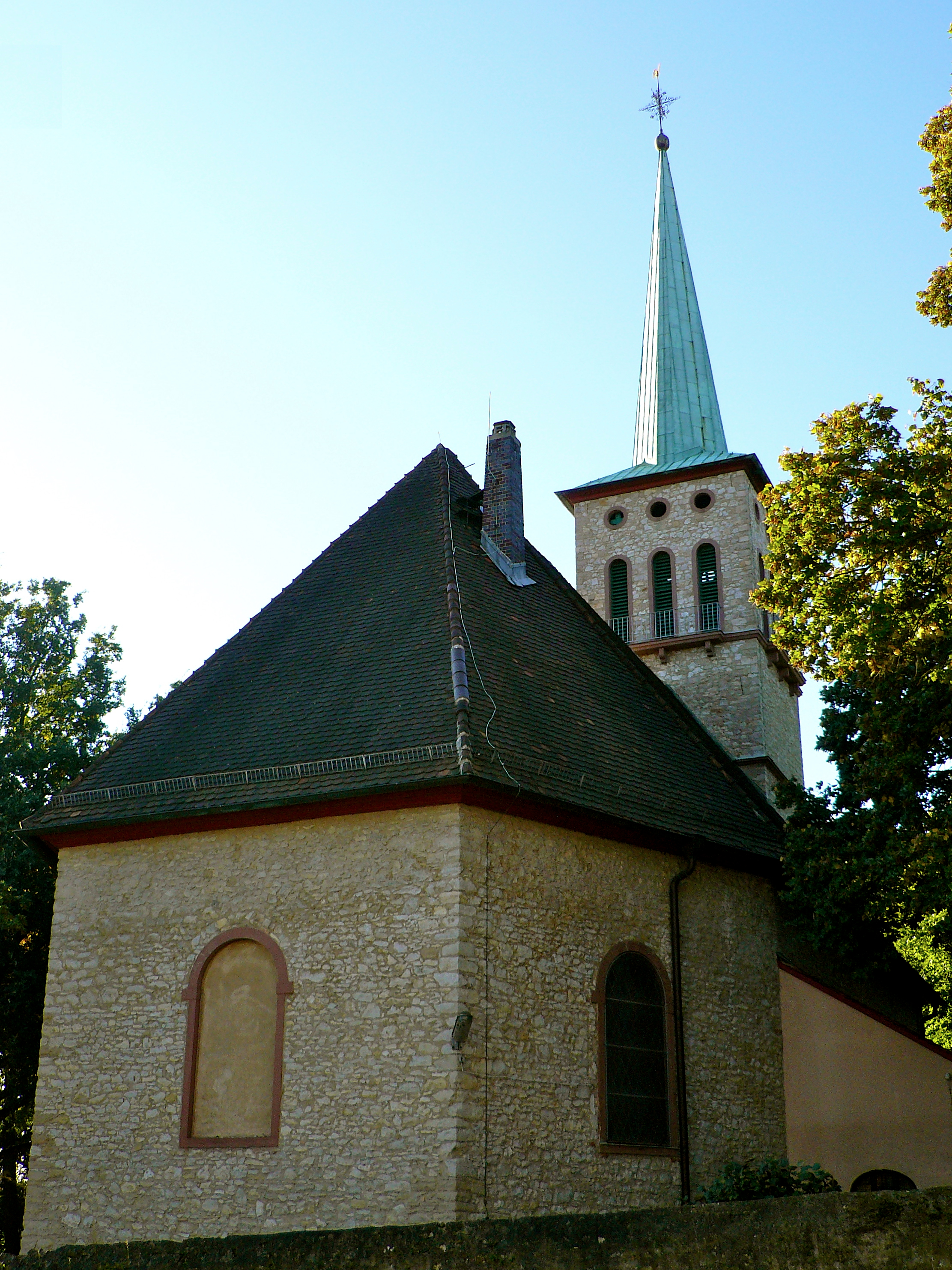
Kirchenschiff mit Turm, Blick von der Zentgrafenstraße

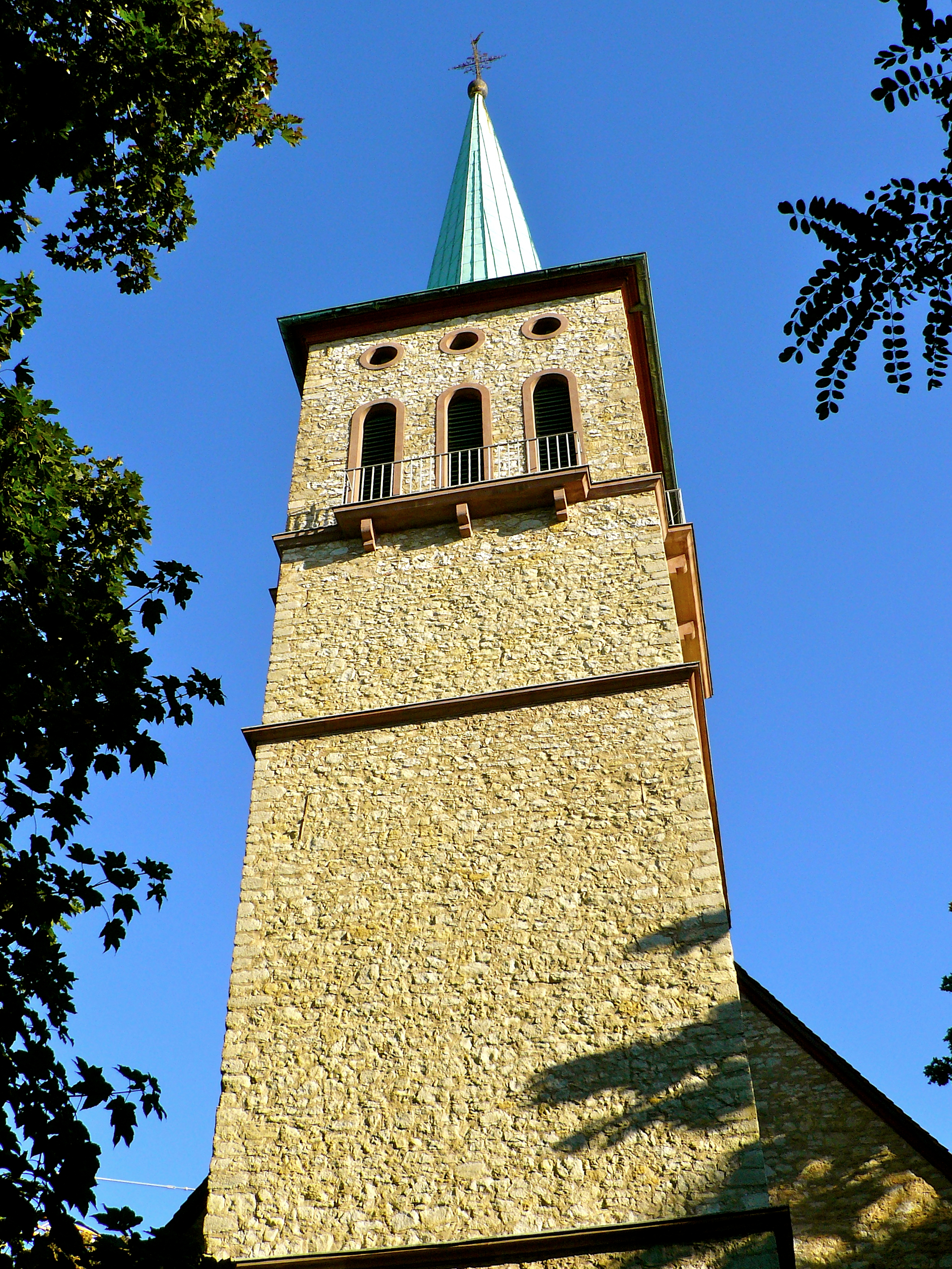
Evangelische Marienkirche in Frankfurt am Main-Seckbach

In den 1660er Jahren bildete Seckbach mit dem noch nicht eingemeindeten Frankfurter Dorf Bornheim eine gemeinsame lutherische Kirchengemeinde, deren Seckbacher Gottesdienste zunächst im Seckbacher Rathaus stattfanden, bis ab 1673 im Obergeschoss der herrschaftlichen Kelter der nahe gelegenen Wilhelmshöher Straße 158 ein Ausweichquartier gefunden wurde. Diese lutherischen Gottesdienste missfielen dem Pfarrer der nach der Lehre Zwinglis reformierten Gemeinde in Kirchberg. Die Bergkirche St. Elisabeth war die ursprünglich für die Orte Bergen, Enkheim, Fechenheim und Seckbach zuständige Pfarrei. Die parallel zur lutherischen Gemeinde in den 1660er Jahren entstandene lutherische Schule Seckbachs hielt ihren Unterricht bis 1709 gleichfalls im Rathaus ab. Später konnte ein Wechsel in das als Fachwerkbau neu errichtete Lutherische Schulgebäude in der Wilhelmshöher Straße 135 erfolgen, das heute noch existiert.
Nach der Marienkirche wurde im Jahr 1764 die reformierte Seckbacher Peterskirche eingeweiht. Sie wurde ab 1757 aus den Steinen der ab diesem Jahr niedergelegten Bergkirche errichtet und befand sich in der Wilhelmshöher Straße, direkt am damaligen östlichen Ortsausgang in Richtung Bergen. Sie wurde nach der Vereinigung der lutherischen mit der reformierten zur evangelischen Kirche (Hanauer Union) im Jahr 1834 als weiteres Schulhaus genutzt. 1966 wurde sie abgerissen.
Am 3. Mai 1868 eröffnete die Mariengemeinde die so genannte Kinderbewahranstalt für Kinder im Alter zwischen 2 und 6 Jahren. Unmittelbarer Anlass dafür war eine im Jahr 1862 im Ort aufgetretene Scharlach-Epidemie, der 50 Kinder zum Opfer fielen. Da deren Eltern täglich ihrer Arbeit nachgehen mussten, hatten die erkrankten Kinder kaum Pflege und überlebten daher nicht. Im Jahr der Epidemie hatte Pfarrer Hartmann seine Arbeit in der Mariengemeinde aufgenommen und sich für die Zukunft eine vorbeugende Maßnahme zum Ziel gesetzt, war er doch mit dem Leid der Kinder und der Hinterbliebenen konfrontiert. Die Leitung der Seckbacher Kinderbewahranstalt wurde der ausgebildeten Schwester Sophie Pfeiffer übertragen, die aus dem Mutterhaus für Kinderpflege in Nonnenweier in Baden anreiste.
Pfarrer Hartmann sorgte mit Mühen für die Finanzierung eines kircheneigenen Schulgebäudes in der Schulstraße (heute Hochstädter Straße 46). Dieses Gebäude beherbergte in den Folgejahren auch die Gemeindeschwester und die Krankenpflegestation Seckbachs. Nach der Eingemeindung Seckbachs nach Frankfurt 1900 blieb die evangelische Kirche in Seckbach zunächst beim Konsistorialbezirk Kassel, der eine eigene evangelische Landeskirche aus lutherischen, reformierten und unierten Gemeinden bildete.
Um die Wende des 19./20. Jahrhunderts reichten die Räumlichkeiten nicht mehr aus. 1903 begann daher der Bau eines Pfarr- und Gemeindehauses in der früher längeren Ellerstraße (heute gehört dieser Straßenabschnitt zur Zentgrafenstraße), das 1905 eingeweiht werden konnte. Das Kleinkinder-Schulgebäude in der früheren Schulstraße wurde an den Portefeuilleur Wilhelm Kappes veräußert, der dort eine Restauration eröffnete. Aus der ehemaligen Kinderbewahranstalt wurde der heutige Kindergarten mit -hort, der im Jahr 2008 sein 140. Jubiläum begehen konnte.

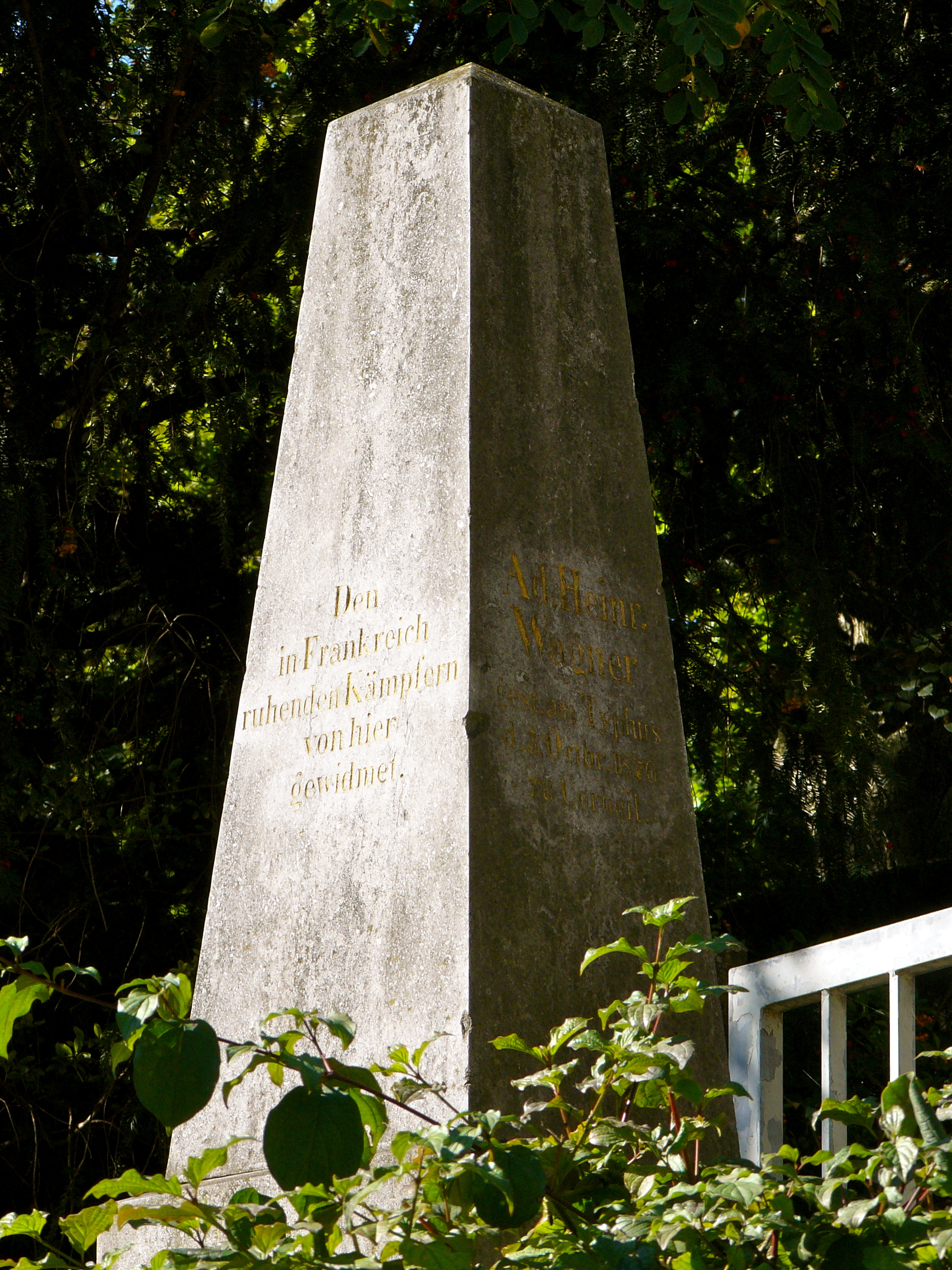
Seckbachs Kriegerdenkmal 1870/71

Das Krieger-Ehrenmal für die Seckbacher, die während der deutschen Einigungskriege 1864, 1866 und 1870/71 gefallen sind, steht vor dem Kirchhof der Marienkirche. Es besitzt einen quaderförmigen Sockel mit einem Obelisk-artigen Aufsatz, in den Namen und Widmung eingemeißelt sind. Mit dem Ehrenmal für die Seckbacher Gefallenen entstand 1930 eine lokale Gedenkstätte im Lohrpark auf dem Lohrberg.
Am 14. Dezember 1928 trat die Evangelische Landeskirche in Hessen-Kassel ihr Dekanat Bockenheim und die Kirchengemeinde Fechenheim, deren Pfarrbezirke inzwischen sämtlich in die Stadt Frankfurt eingemeindet worden waren, an die Evangelische Landeskirche Frankfurt am Main ab. Im Zweiten Weltkrieg brannte die Kirche nach Bombeneinwirkung bei den Luftangriffen auf Frankfurt am Main im Jahr 1943 völlig ab. Der Gottesdienst findet bis zum vollendeten Wiederaufbau in der benachbarten Alten Lutherischen Schule statt. Auf ihren Mauerresten wurde die Kirche unter großer Beteiligung der Seckbacher Bevölkerung neu errichtet. Der Kirchturm, der ursprünglich einen dreistufigen Barock-Zwiebelturm mit Welscher Haube trug, wurde aus Kostengründen mit einer kupferbeschlagenen Spitze ausgestattet. Am 1. Advent 1951 konnte die Marienkirche wieder eingeweiht werden.
Der damalige Pfarrer Karl Goebels (1901–1991), im Dritten Reich Mitglied der Bekennenden Kirche, begründete die veränderte Kirchturmspitze so:

„Wir wollen nicht den Anschein geben, als wäre nichts geschehen, wenn wir wieder die alte Form der Kirche errichten. Eine neue Form soll bezeugen, dass Altes zerbrochen wurde, dass der Herr auch in unserer Generation lebendig wirksam ist in der Gnade seiner Heimsuchung.“

Nach ihm wurde der an den Kirchhof angrenzende Propst-Goebels-Weg benannt. 1980 verfasste er noch das Vorwort der Festschrift, die aus Anlass des 1100-jährigen Jubiläums Seckbachs herausgegeben wurde.
Im Jahr 2002 beschloss der Kirchenvorstand, den 300 Jahre alten Kirchhof und Friedhof einzuebnen, ihn umzuwidmen und dort den Neubau eines Gemeindezentrums zu platzieren. Auf den Plan einer solchen Entweihung reagierten Seckbachs Bürger mit massivem Protest, so dass er aufgegeben wurde.
Bis zu ihrem 300. Jubiläum im Jahr 2010 sollte die Marienkirche renoviert und umgebaut werden. Dabei sollte unter anderem Barrierefreiheit im Gotteshaus und bei den Sanitäreinrichtungen hergestellt werden. Zudem sollte die Heizungsanlage den geltenden Verordnungen angepasst und die Sakristei vergrößert werden. 1,18 Millionen Euro hatte der Evangelische Regionalverband für die Ausführung der Arbeiten bewilligt, die der Darmstädter Architekt Joachim Gottstein realisieren sollte. Dieser war im Jahr 2005 bereits in den Neubau des Gemeindezentrums involviert und wurde unabhängig davon vom Hessischen Ministerium für Wissenschaft und Kunst mit dem Hessischen Denkmalschutzpreis ausgezeichnet.
Nachdem die Dietrich-Bonhoeffer-Gemeinde aus Niederursel und der Festeburggemeinde aus Preungesheim jedoch Einspruch gegen das Sparzwang bestimmte Gebäudekonzept des Evangelischen Regionalverbandes eingelegt hatten, verweigerte dieser im Sommer 2010 die Absegnung der Baumaßnahmen. Zum Jubiläum hatten die Baumaßnahmen noch nicht begonnen.

## Gemeinde

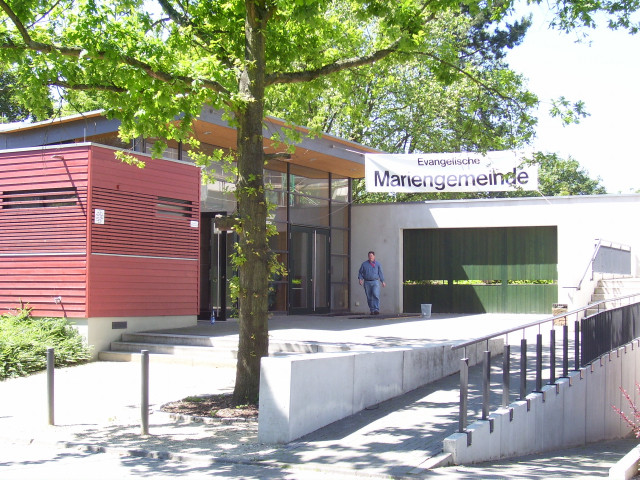
Neues Gemeindezentrum (Mai 2009)

Die Gemeinde zählt heute rund 2.500 Mitglieder, eine Pfarrstelle, 20 hauptamtliche und rund 110 ehrenamtliche Mitarbeiter. In den Gemeindehäusern sind ein Kinderhort und ein Kindergarten angesiedelt, zudem Räume für Gruppen und Kreise, das Gemeindebüro und das Kinder- und Jugendbüro. In den so genannten Miniklubs und Eltern-Kind-Kreisen kommen die Jüngsten zusammen. Für die Größeren gibt es die Jungschar des CVJM, die Heliandpfadfinder des Evangelischen Jugendwerks, eine Kinderprojektgruppe, Bibeltage, Ferienspiele und Freizeiten. Der Eine-Welt-Laden befindet sich zentral im alten Ortskern. Erwachsene treffen sich zu Vorträgen, im Posaunenchor, im Gospelprojekt, in Bibelkreisen oder in einer Theatergruppe. Die Gemeindemitteilungen werden sechs Mal pro Jahr veröffentlicht.
„Das Vergnügen zu geben“ heißt ein Kunstwerk von Klaus Schneider, das 2006 im Gartensaal des Gemeindezentrums der Marienkirche eingeweiht wird.

## Ökumene
Seit vielen Jahren verbindet die Mariengemeinde in Seckbach eine Freundschaft und rege Zusammenarbeit mit der katholischen Seckbacher  Maria-Rosenkranz-Gemeinde. Mehrmals im Jahr feiern die Gemeinden ihren Gottesdienst ökumenisch. Der ökumenische Kirchenchor besteht aus rund 30 Sängern, die gemeinsam Konzerte und Gottesdienste mitgestalten.

## Verkehrsanbindung
Die Benutzung öffentlicher Verkehrsmittel ist zu empfehlen. Die Seckbacher Marienkirche ist mit dem RMV-Linienbus 43 zu erreichen. Der steile Aufgang zum Kirchhof liegt nahe der Haltestelle Zentgrafenschule. Ein Fußweg von ungefähr 8 Minuten ergibt sich von der Endstation Leonhardsgasse, wenn man die RMV-Buslinie 44 nutzt. Ein Fußweg von etwa 5 Minuten Dauer fällt an, wenn man von der Endstation Atzelberg-Ost der RMV-Buslinie 38 kommt. Vom Neubaugebiet Atzelberg aus können Kirchhof und Gemeindezentrum auch über zwei verschiedene Treppenaufgänge erreicht werden.

## Kirchhof

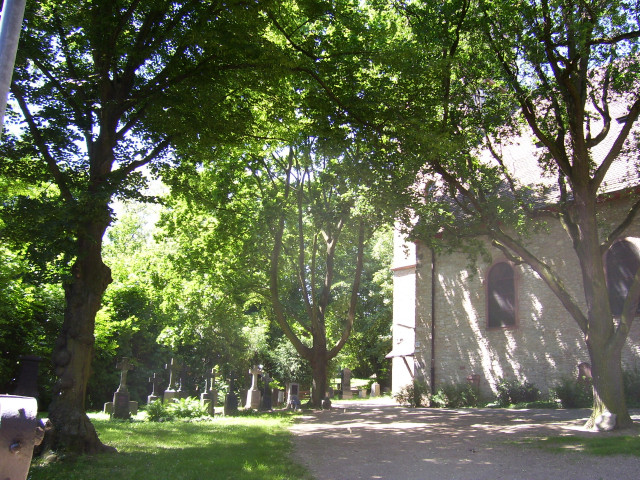
Gräberfeld an der Marienkirche

Der historische Friedhof der Marienkirche wird als botanisches Kleinod beschrieben, da geringer Pflege- und Versiegelungsgrad zusammen mit dem alten Baumbestand eine naturnahe Parklandschaft und ein Rückzugsgebiet für einheimische Pflanzen entstehen ließen. Wie auch am Südhang des Lohrbergs gedeiht hier die in Frankfurt sehr seltene Osterluzei (Aristolochia clematitis), auch Wolfskraut genannt, ein wahrscheinlich nicht in Europa ursprüngliches Gewächs, das seinen Weg auf diesen Kontinent möglicherweise durch den Weinbau gefunden hat.